# 미국의 법령체계
미국의 법령체계는 연방주의 국가로서의 법체계를 가지고있다.

## 법령 체계
미국법령의 위계구조는 연방 헌법(The Constitution of the United States) 그리고 그다음으로 조약(Treaties) 그리고 그다음으로  연방법률(Federal statutes) 그리고 그다음으로  연방행정명령(Federal executive orders and administrative rules and regulations) 그리고 그다음으로  주헌법(State constitutions) 그리고 그다음으로 주법률(State statutes)  그리고 그다음으로  주행정명령(State administrative rules and regulations) 그리고 그다음으로 지방자치단체의 조례 및 규칙(Municipal charters, ordinances, rules, and regulations)으로 하고 있다

## 같이 보기
- 미국의 헌법
- 보충성의 원리